# Zielgerät 1229

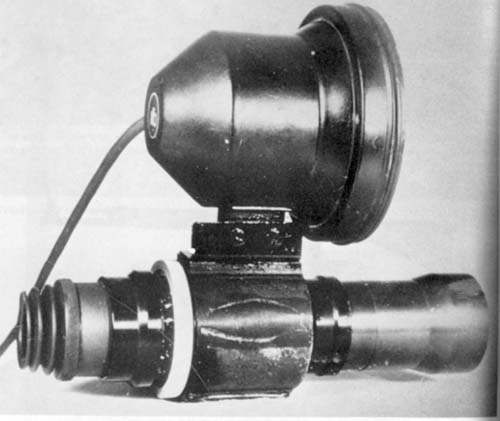
El Zielgerät ZG 1229 Vampir.

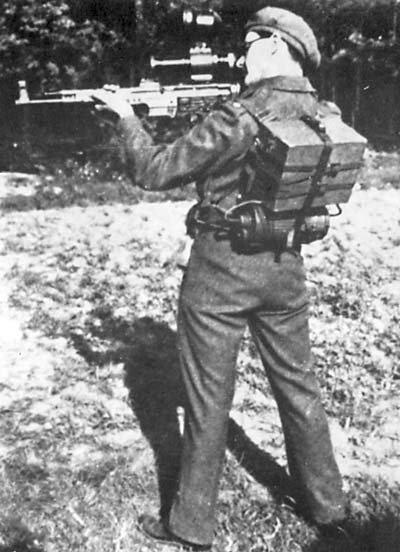
Soldado británico mostrando el uso del Zielgerät ZG 1229 Vampir.

El ZG 1229 (Zielgerät 1229), oficialmente, ZG 1229 Vampir 1229 (ZG 1229), también conocido en su nombre clave Vampir, es un dispositivo de visión nocturna con infrarrojo activo  que fue desarrollado  durante la Segunda Guerra Mundial en Alemania y  empleado por la Wehrmacht y montado como accesorio en el fusil de asalto STG 44 (Sturmgewehr 44),   dicho sistema, permitía la visión nocturna en el  combate.

## Diseño
El ZG 1229 Vampir pesaba 2,25 kilogramos y estaba equipado con orejetas para montarse en el StG 44 en la fábrica de armas C. G. Haenel de Suhl. El granadero que llevaba esto era conocido como Nachtjäger (cazador nocturno). Además de la mira y el proyector infrarrojo, había una batería con carcasa de madera de 13,5 kilogramos para la luz, y una segunda batería instalada dentro de un contenedor de máscara antigás para alimentar el conversor de imágenes. Todo esto estaba atado a un Tragegestell 39 (armazón de transporte 1939). El proyector consistía en una fuente de luz de tungsteno convencional que brillaba a través de un filtro que solo permitía el paso de la luz infrarroja. El sensor funcionaba en el espectro infrarrojo superior (luz) en lugar de en el espectro infrarrojo inferior (calor) y, por lo tanto, no era sensible al calor corporal.

## Uso
El equipo Vampir se usó por primera vez en combate en febrero de 1945. Sin embargo, la introducción del dispositivo infrarrojo para armas ligeras tuvo lugar a inicios de 1944. Se entregaron 310 unidades a la Wehrmacht en las etapas finales de la guerra. Los informes de veteranos del Frente del Este consistían en francotiradores que disparaban por la noche con la ayuda de «peculiares linternas no brillantes aunadas con enormes miras ópticas» montadas sobre sus fusiles. Se instaló un equipo infrarrojo similar en las ametralladoras MG34 y MG42.

## En la cultura popular
- Gran parte de la trama de la novela de Stephen Hunter The Master Sniper gira en torno al desarrollo y el empleo del sistema Vampir. También se hace referencia en el libro de Hunter Black Light.
- Una de las armas en el videojuego de 2008 Turning Point: Fall of Liberty está equipada con un desarrollo ficticio de la mira nocturna Vampir.
- En el videojuego call of duty vanguard de 2021 aparece una mira de visión nocturna muy parecida pero sin el uso de baterías.